# Conus philippii
Espèce
Statut de conservation UICN

 LC  : Préoccupation mineure
Conus philippii est une espèce de mollusques gastéropodes marins de la famille des Conidae.
Comme toutes les espèces du genre Conus, ces escargots sont prédateurs et venimeux. Ils sont capables de « piquer » les humains et doivent donc être manipulés avec précaution, voire pas du tout.

## Distribution
Cette espèce est présente dans la mer des Caraïbes.

### Niveau de risque d’extinction de l’espèce
Selon l'analyse de l'UICN réalisée en 2011 pour la définition du niveau de risque d'extinction, cette espèce se trouve à partir du cap Hatteras en Caroline du Nord et s'étend vers le sud jusqu'à Fort Pierce en Floride. Il n'y a pas de menaces connues. Cette espèce est classée dans la catégorie " préoccupation mineure ".

## Taxonomie

### Publication originale
L'espèce Conus philippii a été décrite pour la première fois en 1847 par le malacologiste et médecin thermal allemand Louis Charles Kiener dans « Spécies général et iconographie des coquilles vivantes Vol 2 »,.

### Synonymes
- Conus (Dauciconus) philippii Kiener, 1847 · appellation alternative
- Conus candidus Kiener, 1847 · non accepté
- Gradiconus philippii (Kiener, 1847) · non accepté